# Dollar General

Dollar General Corporation é uma rede americana de lojas de variedades com sede em Goodlettsville, Tennessee. Em 28 de março de 2023, a Dollar General operava 18.774 lojas nos Estados Unidos continentais e México.
A empresa começou em 1939 como uma empresa familiar chamada J.L. Turner and Son em Scottsville, Kentucky, de propriedade de James Luther Turner e Cal Turner. Em 1955, o nome mudou para Dollar General Corporation e em 1968 a empresa abriu seu capital na Bolsa de Valores de Nova York. Fortune 500 reconheceu a Dollar General em 1999 e em 2020 alcançou a posição 112. A Dollar General cresceu e se tornou uma das lojas mais lucrativas nos rural United States, com receita atingindo cerca de US$ 27 bilhões em 2019 .